# Amblystegium tenuifolium
Amblystegium tenuifolium är en bladmossart som beskrevs av Kindberg 1890. Amblystegium tenuifolium ingår i släktet Amblystegium och familjen Amblystegiaceae. Inga underarter finns listade i Catalogue of Life.